# Jesús (Santa Bárbara)
Jesús è un distretto della Costa Rica facente parte del cantone di Santa Bárbara, nella provincia di Heredia.
Jesús comprende 8 rioni (barrios):
- Altagracia
- Birrí
- Catalina
- Común
- Cuesta Colorada
- Guachipelines
- Guaracha
- Ulises